# Rotenburg (Wümme)
Rotenburg (Wümme) è una città di 22 199 abitanti, della Bassa Sassonia, in Germania.

È il capoluogo, e il centro maggiore, del circondario (Landkreis) omonimo (targa ROW).
Il comune di Rotenburg conta le frazioni (Ortsteil) Borchel, Mulmshorn, Unterstedt e Waffensen.